# Erica sexfaria
Erica sexfaria là một loài thực vật có hoa trong họ Thạch nam. Loài này được Aiton mô tả khoa học đầu tiên năm 1797.